# Mohamed Mahmoud Ould Mohamed Lemine
Mohamed Mahmoud Ould Mohamed Lemine (Hodh El Gharbi, 1952) es un político de Mauritania.
Diplomado en Estudios Superiores de Economía en la Universidad de El Cairo, ha sido profesor de la Universidad de Nuakchot, Desde 2007, es Ministro de Defensa de Mauritania, tanto en los gobiernos democráticos de Zeine Ould Zeidane y Yahya Ould Ahmed Waghf, como tras el golpe de Estado de 2008 que derrocó al Presidente Sidi Uld Cheij Abdallahi y estableció un nuevo gobierno con Mulay Uld Mohamed Laghdaf como primer ministro.